# Monisha Blessy

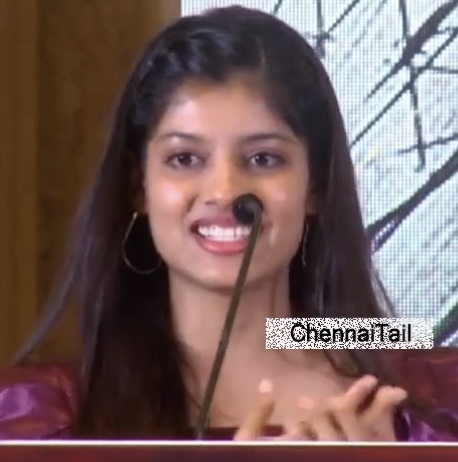
Monisha Blessy (2023)

Monisha Blessy (Tamil மோனிஷா பிளெஸி; * 3. Februar 1999 in Chennai) ist eine indische Schauspielerin.

## Leben und Karriere
Blessy wurde am 3. Februar 1999 in Chennai geboren. Sie erwarb anschließend einen Master-Abschluss in Electronic Media an der University of Madras. Ihre Karriere begann 2019 mit der Teilnahme an der Reality-Show Kalakka Povathu Yaaru?. Außerdem war sie 2023 Teilnehmerin der vierten Staffel der Kochshow Cooku with Comali. Im selben Jahr wurde sie für den Film Maaveeran gecastet. Unter anderem spielte sie in Modern Love Chennai mit. 2024 nahm sie erneut in Top Cooku Dupe Cooku teil.

## Filmografie
Filme
- 2023: Maaveeran

Serien
- 2019: Kalakka Povathu Yaaru?
- 2023: Cooku with Comali
- 2023: Modern Love Chennai
- 2024: Top Cooku Dupe Cooku

## Auszeichnungen

### Gewonnen
- 2024: Ananda Vikatan Nambikkai Awards in der Kategorie „Top-10 Ilaignar“[5]